# Mulinaccio di Scandicci
Il Mulinaccio di Scandicci è un mulino idraulico, oggi ridotto a rudere, situato nei pressi di San Vincenzo a Torri, nel comune di Scandicci, in provincia di Firenze.
Si tratta di un notevole esempio di architettura paleo-industriale.

## Storia
La famiglia Galli, proprietaria della vicina Villa dei Lami, nel 1634 fece costruire una diga lungo il borro del Masseto allo scopo di creare un lago artificiale per creare un vivaio. Qualche decennio più tardi, nel 1648, alla diga fu addossato un mulino che nel 1653 risulta già operante.
L'attività del mulino risulta già cessata nel 1736 come riportato nell'archivio comunale di Scandicci. Quello che è certo è che nel 1774 ogni attività era cessata ufficialmente; probabilmente il mulino fu una vittima dei nuovi processi di industrializzazione dei metodi di macinazione. Nelle carte catastali del 1832 il luogo è chiamato mulino rovinato e in quel periodo prese il nome di Mulinaccio. Ancora nel 1833 il lago retrostante risulta esistente, visto che nelle carte della pieve di San Vincenzo a Torri, è riportato che in quell'anno vi annegarono due fratelli; pochi anni dopo il lago venne prosciugato.
Oggi i ruderi di questa imponente opera svolgono ancora la funzione di ponte tra le due sponde della valle.

## Il mulino oggi

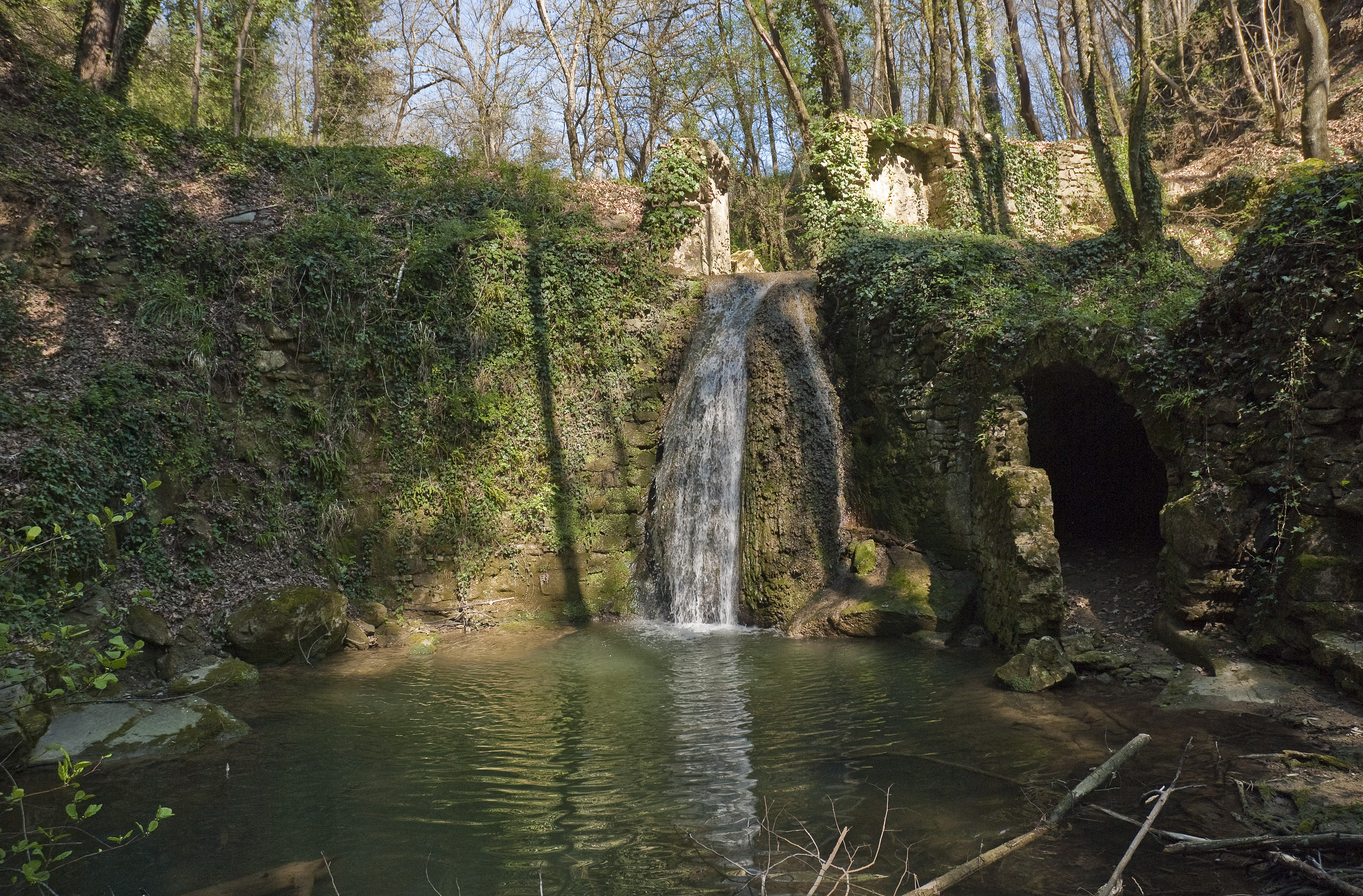
Veduta dei ruderi del secondo mulino

Il luogo è stato quasi ignorato da tutte le guide turistiche della zona e anche trovarlo non è facile visto che esternamente è quasi invisibile a causa della vegetazione che lo ricopre.
Il mulino è una costruzione semicircolare nata come diga per sbarrare il corso del borro dei Lami. La struttura è organizzata su tre livelli e presente delle grandi arcate tonde , parzialmente franate, all'interno delle quali scorrono le acque che alimentavano le macine in pietra alcune ancora sul posto, anche se divelte. La struttura è pericolante ma è ancora possibile camminare nel corridoio con volta botte situato al terzo piano. Oggi l'acqua dopo aver attraversato alcuni locali esce allo scoperto e forma una cascata che si getta in una pozza circolare sottostante.
Qualche decina di metri più a valle sono visibili i ruderi di una seconda struttura, probabilmente un secondo mulino, del quale rimangono alcuni cisternini voltati a botte, delle gore e delle macine.

## Escursioni
Per raggiungere il mulino ci sono due percorsi:
1. Si parte da Villa I Lami nel Comune di Scandicci, su una strada sterrata che conduce alla fattoria di Partingoli. Da qui si prosegue scendendo per una viottola fra viti, fino a giungere al Mulinaccio. Tra la vegetazione, i ruderi della complessa costruzione costituita un tempo da ponte, diga e mulino, prospiciente la zona dove vi era il lago dei Lami. L'escursione non richiede nessuno sforzo fisico dato il breve tratto, un percorso di circa un chilometro sia in andata che ritorno. A piedi, tempo di percorrenza: 30 minuti
2. Si percorre la Via Empolese in direzione Cerbaia, e giunti a S.Vincenzo a Torri si svolta a sinistra in una strada sterrata, Via del Lago. Si prosegue per circa 1 km e immediatamente superata la Casa vacanze Vico II si prende un viottolo a sinistra di circa 300 metri in discesa, che porta ai ruderi del Mulinaccio.